# Chosica
Chosica es una localidad, y a la vez, capital del distrito de Lurigancho-Chosica, en la ciudad de Lima, capital del Perú. Es considerada como un punto estratégico entre la costa del océano Pacífico y la sierra central del país. Asimismo, por su clima benigno durante todo el año, es conocida como "La hermosa villa del Sol".
Mediante Resolución Jefatural N°548 fue declara zona monumental el área comprendida dentro del perímetro formado por el Jirón 28 de Julio cuadras 1, 2, 3, 4 y 5; Jirón Iquitos cuadras 2, 3 y 4; Jirón Cusco cuadra 3; Jirón Tacna cuadra 5; Jirón San José (faldas del cerro) entre los Jirones Tacna y Arequipa; Jirón Arequipa cuadra 4; Jirón Trujillo cuadra 1 y Jirón Libertad cuadras 2 y 3.

## Etimología

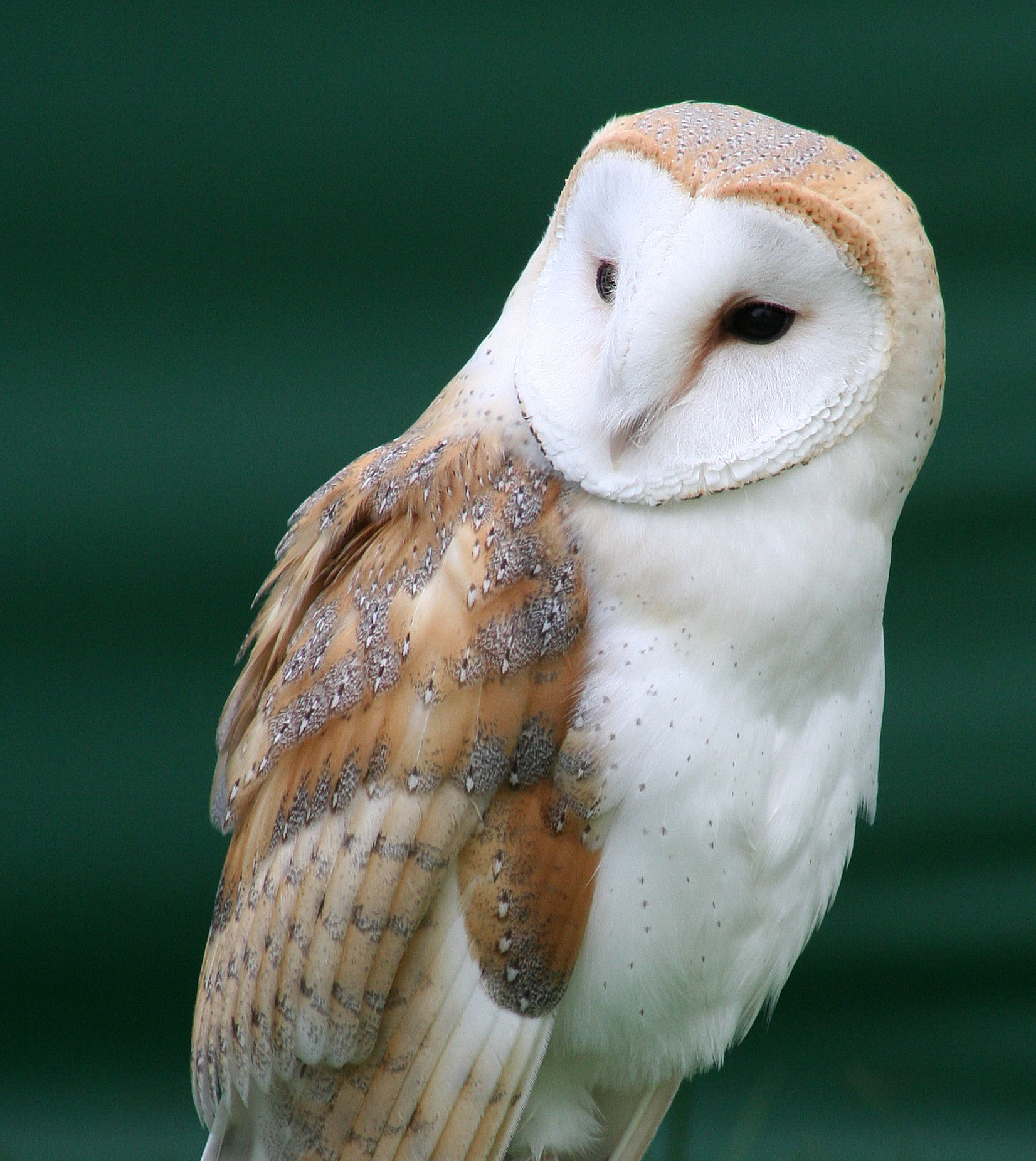
Lechuza blanca (Tyto alba), animal por el que se basó la etimología del nombre de la localidad.

El nombre Chosica puede proceder de la palabra aimara Chosecc, que quiere decir "cueva donde habitan lechuzas".
Otra posible explicación de la etimología de la palabra Chosica es que provenga directamente del diminutivo español "chocica", e incluso irónicamente para las grandes mansiones. De hecho, la ortografía de este nombre en textos antiguos era "Chocica" y no "Chosica" (véanse, por ejemplo, Viajes de Santiago de Estrada, Vol.2, de finales del siglo XIX, o las crónicas de Carratalá y Ricafort, de 1821). Por similitud, en los siglos XV y XVI, también se utilizaba la palabra "chocica" para referirse a las pequeñas casetas o capillas donde se veneraba una imagen en carreteras y rutas. El topónimo Chocica se puede encontrar en otros lugares de Latinoamérica bajo dos alternativas ortográficas: Chocica o Chozica (p.ej. en Chile y Colombia). Este topónimo se puede encontrar también en España (p.ej. en Porcuna, Jaén).
En apoyo de la opción aimara del origen de la palabra Chosica, en el jirón Chiclayo se pueden apreciar unas figuras representativas de las ya muy escasas lechuzas, cómodamente instaladas en los árboles del Paseo del Huarango.

## Demografía
En 1993, Chosica tenía una población de 5445 habitantes según el INEI.

## Clima
| Parámetros climáticos promedio de Chosica | Parámetros climáticos promedio de Chosica | Parámetros climáticos promedio de Chosica | Parámetros climáticos promedio de Chosica | Parámetros climáticos promedio de Chosica | Parámetros climáticos promedio de Chosica | Parámetros climáticos promedio de Chosica | Parámetros climáticos promedio de Chosica | Parámetros climáticos promedio de Chosica | Parámetros climáticos promedio de Chosica | Parámetros climáticos promedio de Chosica | Parámetros climáticos promedio de Chosica | Parámetros climáticos promedio de Chosica | Parámetros climáticos promedio de Chosica |
| Mes                                       | Ene.                                      | Feb.                                      | Mar.                                      | Abr.                                      | May.                                      | Jun.                                      | Jul.                                      | Ago.                                      | Sep.                                      | Oct.                                      | Nov.                                      | Dic.                                      | Anual                                     |
| ----------------------------------------- | ----------------------------------------- | ----------------------------------------- | ----------------------------------------- | ----------------------------------------- | ----------------------------------------- | ----------------------------------------- | ----------------------------------------- | ----------------------------------------- | ----------------------------------------- | ----------------------------------------- | ----------------------------------------- | ----------------------------------------- | ----------------------------------------- |
| Temp. máx. media (°C)                     | 28                                        | 28                                        | 26                                        | 25                                        | 22                                        | 20                                        | 18                                        | 18                                        | 20                                        | 22                                        | 25                                        | 26                                        | 23.2                                      |
| Temp. mín. media (°C)                     | 22                                        | 22                                        | 20                                        | 18                                        | 15                                        | 13                                        | 12                                        | 12                                        | 13                                        | 15                                        | 18                                        | 20                                        | 16.7                                      |
| Días de lluvias (≥ 1 mm)                  | 5                                         | 6                                         | 4                                         | 1                                         | 0                                         | 0                                         | 0                                         | 0                                         | 0                                         | 0                                         | 1                                         | 2                                         | 19                                        |
| Fuente: http://www.senamhi.gob.pe/        |                                           |                                           |                                           |                                           |                                           |                                           |                                           |                                           |                                           |                                           |                                           |                                           |                                           |

## Lugares de interés
- Parque Central de Chosica
- Cristo Blanco
- Murales del Jirón Colombia
- Parque José María Arguedas
- Puente "Estela Monti"

## Hijos ilustres
- Daniel Alomía Robles (1871-1942) folklorista musical y compositor.[4]